# Alan Rexroth
Alan Rexroth (* 28. April 1973 in Bruchsal) ist ein deutscher Filmemacher, Produzent und Regisseur. Er lebt in Berlin und New York City. Die von ihm  in Berlin gegründete Firma Angry Buddha Films GmbH produziert Dokumentarfilme, Werbespots und Musikvideos.
Er ist Jurymitglied des East Village New York Film Festivals.

## Leben und Schaffen
Rexroth machte als 15-Jähriger seine ersten filmischen Schritte als Teil des Medienforums Heidelberg e. V., in Form von Dokumentarfilmen und Punk-Musikvideos. Er war einer der Mitorganisatoren der Heidelberger Film- und Videotage. Neben seinem Studium der Politik- und Geschichtswissenschaft arbeitete er bei lokalen Film- und Medienproduktionen wie AV Media und Theobald Media und begleitete  das Künstlerpaar Christo und Jeanne-Claude filmisch während der Reichstagsverhüllung 1995 in Berlin.
Nach einem längeren Aufenthalt in Lateinamerika fand er im Filmhaus München eine kreative Heimat, arbeitete sich vom Runner zum Aufnahmeleiter und später zum Editor voran. 1999 machte er sich im Berlin als Freelancer selbstständig, um in den folgenden Jahren als Editor in diversen Postproduktionen wie Condor, Das Werk oder VCC mit Filmproduktionen wie Neue Sentimental Film, Trigger Happy Productions, Big Fish, Radical Media, RSA oder Hungry Man an hoch budgetierten Werbefilmen zu arbeiten. Parallel führte er Regie u. a. in Werbefilmen und hat mit Amir Kassaei für DDB Berlin/Volkswagen und André Kemper für Mercedes zusammengearbeitet.
Mit seinem ersten abendfüllenden Dokumentarfilm El Elefante Blanco gelang ihm 2011 der Durchbruch als Dokumentarfilmregisseur. Der Film zeigt den Mercado Adolfo Lopez Mateos als Mikrokosmos des mexikanischen Lebens und eine Gesellschaft, die im Zeitalter der Globalisierung um ihre Seele kämpft. Der Film war auf vielen internationalen Filmfestivals erfolgreich.
Seine Kurzdokumentationen #WAY_Aurelio (2024) und #WAY_LamaTenzing (2025) haben als Teil des Feature-Documentary-Projekts #WHEREAREYOU mehr als 40 internationale Preise gewonnen.

## Bewertung
Seine Werke zeichnen sich durch eine besondere Verknüpfung von narrativen Erzählformen mit hochwertiger Bildsprache aus. Er setzt auf innovative Erzähltechniken und technische Präzision, die ihn zu einem gefragten Filmemacher für Werbung und Branded Content machen. Zahlreiche Reisen an die entlegensten Orte der Welt und die Mitarbeit in diversen sozial engagierten Projekten hauptsächlich in Lateinamerika und im Himalaya prägten seinen Blick auf die Welt und finden sich stark in seinen dokumentarischen Arbeiten wieder.

## Filmografie (Auswahl)
Regie
- 2011 El Elefante Blanco
- 2012 Nachbarschaft Kurzdoku-Reihe
- 2015 Your street my stage, Santiago de Chile
- 2024 #WAY_Aurelio, Kurzfilm
- 2025 #WAY_LamaTenzing, Kurzfilm

## Auszeichnungen (Auszug)
Sein Kurzfilm #WAY_Aurelio gewann 16 Filmpreise und wurde für 11 weitere nominiert.
- 2010: Cannes Lions International Festival of Creativity, Gold und Bronze
- 2011: Cannes Lions International Festival of Creativity, Gold
- 2012: Radar Film Festival Bester Dokumentarfilm
- 2017 Eurobest Award
- 2017 Clio Award in Gold
- 2018 ADC Europe[5]
- 2023 World Luxury Award
- 2023 Williamsburg Int Film Competition – Best Short Doc
- 2023 Independent Shorts Awards – Platinum Award, Best Director
- 2023 Tokyo Cinema Awards – Best Short Doc[6]
- 2023 Indie X – Best Short Doc
- 2023 Barcelona Indie Awards – Best Short Doc[7]
- 2024 Noida IFF – Best Short Doc
- 2024 8 & Halfilm Awards – Best European Production Company
- 2024 California International Short Film Festival – Best Short Doc
- 2024 Documentaries Without Borders – Award of Excellence
- 2024 NY Film & Cinematography Awards – Best Commercial
- 2024 Pageant Film Festival – Best Cinematography, Best Short Doc
- 2024 Mammoth Lakes IFF – Best Short Doc
- 2024 Crested Butte IFF – Best Short Doc, Visionary Director Award
- 2024 Weyauwega IFF – Best Short Doc